# Gran Premio motociclistico della Malesia 2017
Il Gran Premio motociclistico della Malesia 2017 è stato la diciassettesima prova del motomondiale del 2017. Le gare si sono disputate il 29 ottobre 2017 presso il circuito di Sepang. Nelle tre classi i vincitori sono stati: Andrea Dovizioso in MotoGP, Miguel Oliveira in Moto2 e Joan Mir in Moto3.

## MotoGP
La gara della MotoGP, disputatasi in condizioni di bagnato, ha visto la vittoria di Andrea Dovizioso che ottiene il suo sesto successo stagionale. In questo modo il titolo iridato della classe regina non è stato ancora assegnato e sarà necessaria l'ultima gara stagionale per decretare il vincitore tra il pilota italiano e lo spagnolo Marc Márquez, giunto in questa occasione al quarto posto.

### Arrivati al traguardo

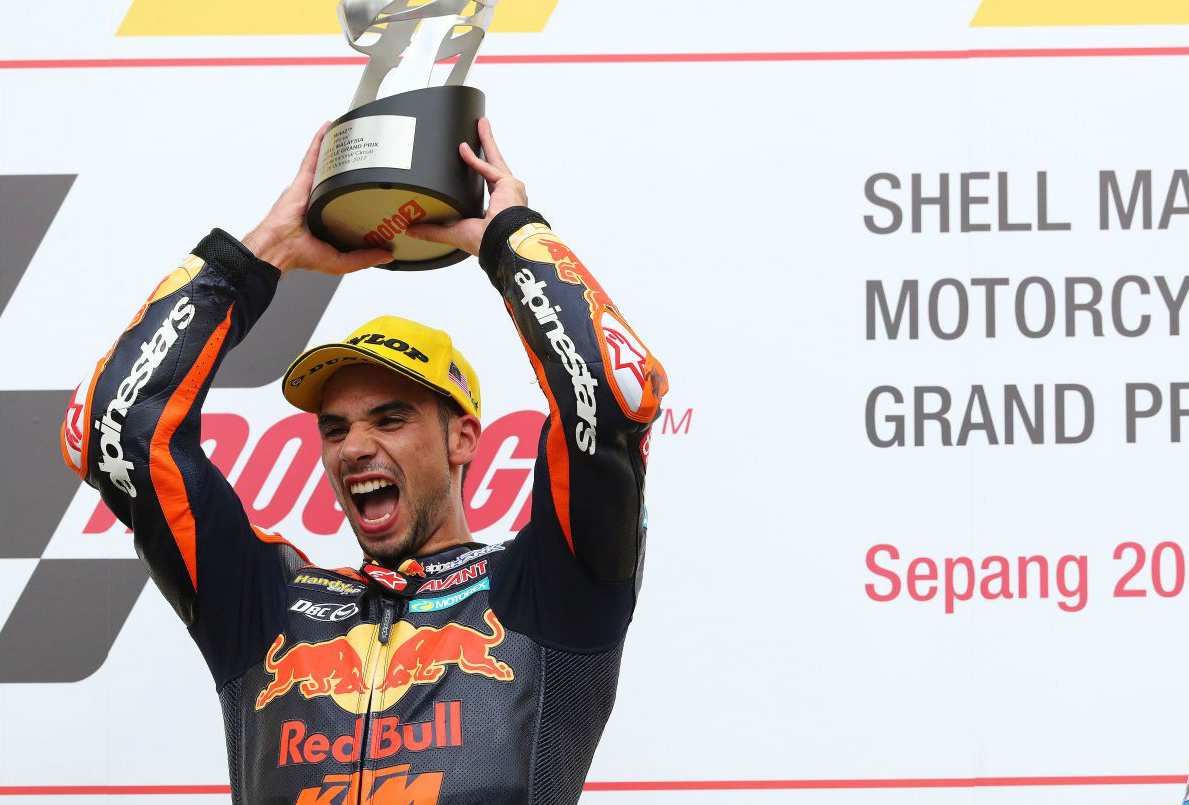
Oliveira alza il trofeo del vincitore

| Pos. | Nº | Pilota               | Squadra                     | Motocicletta       | Giri | Tempo     | Griglia | Punti |
| ---- | -- | -------------------- | --------------------------- | ------------------ | ---- | --------- | ------- | ----- |
| 1    | 4  | Andrea Dovizioso     | Ducati Team                 | Ducati Desmosedici | 20   | 44'51.497 | 3       | 25    |
| 2    | 99 | Jorge Lorenzo        | Ducati Team                 | Ducati Desmosedici | 20   | +0,743    | 6       | 20    |
| 3    | 5  | Johann Zarco         | Monster Yamaha Tech 3       | Yamaha YZR-M1      | 20   | +9,738    | 2       | 16    |
| 4    | 93 | Marc Márquez         | Repsol Honda                | Honda RC213V       | 20   | +17,763   | 7       | 13    |
| 5    | 26 | Dani Pedrosa         | Repsol Honda                | Honda RC213V       | 20   | +29,144   | 1       | 11    |
| 6    | 9  | Danilo Petrucci      | Octo Pramac Racing          | Ducati Desmosedici | 20   | +30,38    | 13      | 10    |
| 7    | 46 | Valentino Rossi      | Movistar Yamaha             | Yamaha YZR-M1      | 20   | +30,769   | 4       | 9     |
| 8    | 43 | Jack Miller          | EG 0,0 Marc VDS             | Honda RC213V       | 20   | +35,238   | 11      | 8     |
| 9    | 25 | Maverick Viñales     | Movistar Yamaha             | Yamaha YZR-M1      | 20   | +38,053   | 5       | 7     |
| 10   | 44 | Pol Espargaró        | Red Bull KTM Factory Racing | KTM RC16           | 20   | +39,847   | 12      | 6     |
| 11   | 19 | Álvaro Bautista      | Pull&Bear Aspar             | Ducati Desmosedici | 20   | +42,559   | 15      | 5     |
| 12   | 38 | Bradley Smith        | Red Bull KTM Factory Racing | KTM RC16           | 20   | +44,602   | 16      | 4     |
| 13   | 45 | Scott Redding        | Octo Pramac Racing          | Ducati Desmosedici | 20   | +48,696   | 14      | 3     |
| 14   | 8  | Héctor Barberá       | Reale Avintia Racing        | Ducati Desmosedici | 20   | +50,058   | 20      | 2     |
| 15   | 35 | Cal Crutchlow        | LCR Honda                   | Honda RC213V       | 20   | +50,705   | 10      | 1     |
| 16   | 60 | Michael van der Mark | Monster Yamaha Tech 3       | Yamaha YZR-M1      | 20   | +56,397   | 22      |       |
| 17   | 29 | Andrea Iannone       | Suzuki Ecstar               | Suzuki GSX-RR      | 20   | +58,391   | 9       |       |
| 18   | 53 | Esteve Rabat         | EG 0,0 Marc VDS             | Honda RC213V       | 20   | +1'25.571 | 19      |       |

### Ritirati
| Nº | Pilota        | Squadra                     | Motocicletta       | Giri | Griglia |
| -- | ------------- | --------------------------- | ------------------ | ---- | ------- |
| 22 | Sam Lowes     | Aprilia Racing Team Gresini | Aprilia RS-GP      | 9    | 18      |
| 17 | Karel Abraham | Pull&Bear Aspar             | Ducati Desmosedici | 8    | 21      |
| 76 | Loris Baz     | Reale Avintia Racing        | Ducati Desmosedici | 5    | 17      |

### Squalificato
| Nº | Pilota    | Squadra       | Motocicletta  | Giri | Griglia |
| -- | --------- | ------------- | ------------- | ---- | ------- |
| 42 | Álex Rins | Suzuki Ecstar | Suzuki GSX-RR | 11   | 8       |

## Moto2
Dopo l'incidente occorso durante le prove al pilota svizzero Thomas Lüthi che ha dovuto rinunciare alla gara, l'italiano Franco Morbidelli si è trovato a essere il nuovo campione mondiale della categoria già prima della partenza.
La gara è stata vinta dal portoghese Miguel Oliveira, al secondo successo consecutivo, davanti al compagno di squadra in KTM Brad Binder; al terzo posto Morbidelli.

### Arrivati al traguardo
| Pos. | Nº | Pilota            | Squadra                    | Motocicletta       | Giri | Tempo     | Griglia | Punti |
| ---- | -- | ----------------- | -------------------------- | ------------------ | ---- | --------- | ------- | ----- |
| 1    | 44 | Miguel Oliveira   | Red Bull KTM Ajo           | KTM                | 19   | 40'28.955 | 2       | 25    |
| 2    | 41 | Brad Binder       | Red Bull KTM Ajo           | KTM                | 19   | +2,387    | 7       | 20    |
| 3    | 21 | Franco Morbidelli | EG 0,0 Marc VDS            | Kalex              | 19   | +6,878    | 1       | 16    |
| 4    | 54 | Mattia Pasini     | Italtrans Racing           | Kalex              | 19   | +21,774   | 9       | 13    |
| 5    | 42 | Francesco Bagnaia | SKY Racing Team VR46       | Kalex              | 19   | +22,086   | 5       | 11    |
| 6    | 55 | Hafizh Syahrin    | Petronas Raceline Malaysia | Kalex              | 19   | +23,41    | 10      | 10    |
| 7    | 40 | Fabio Quartararo  | Pons HP40                  | Kalex              | 19   | +23,488   | 3       | 9     |
| 8    | 97 | Xavi Vierge       | Tech 3 Racing              | Tech 3 Mistral 610 | 19   | +24,976   | 13      | 8     |
| 9    | 32 | Isaac Viñales     | BE-A-VIP SAG               | Kalex              | 19   | +25,044   | 14      | 7     |
| 10   | 45 | Tetsuta Nagashima | Teluru SAG                 | Kalex              | 19   | +27,199   | 21      | 6     |
| 11   | 24 | Simone Corsi      | Speed Up Racing            | Speed Up           | 19   | +28,614   | 16      | 5     |
| 12   | 37 | Augusto Fernández | Speed Up Racing            | Speed Up           | 19   | +29,125   | 15      | 4     |
| 13   | 5  | Andrea Locatelli  | Italtrans Racing           | Kalex              | 19   | +31,978   | 20      | 3     |
| 14   | 27 | Iker Lecuona      | Garage Plus Interwetten    | Kalex              | 19   | +44,346   | 26      | 2     |
| 15   | 2  | Jesko Raffin      | Garage Plus Interwetten    | Kalex              | 19   | +45,088   | 23      | 1     |
| 16   | 57 | Edgar Pons        | Pons HP40                  | Kalex              | 19   | +51,358   | 25      |       |
| 17   | 23 | Marcel Schrötter  | Dynavolt Intact GP         | Suter MMX2         | 19   | +59,328   | 6       |       |
| 18   | 15 | Alex De Angelis   | Tasca Racing               | Kalex              | 19   | +1'24.767 | 28      |       |

### Ritirati
| Nº | Pilota              | Squadra                  | Motocicletta       | Giri | Griglia |
| -- | ------------------- | ------------------------ | ------------------ | ---- | ------- |
| 7  | Lorenzo Baldassarri | Forward Racing           | Kalex              | 11   | 19      |
| 62 | Stefano Manzi       | SKY Racing Team VR46     | Kalex              | 10   | 17      |
| 49 | Axel Pons           | RW Racing GP             | Kalex              | 7    | 11      |
| 26 | Dimas Ekky Pratama  | Federal Oil Gresini      | Kalex              | 1    | 27      |
| 87 | Remy Gardner        | Tech 3 Racing            | Tech 3 Mistral 610 | 1    | 24      |
| 73 | Álex Márquez        | EG 0,0 Marc VDS          | Kalex              | 1    | 4       |
| 30 | Takaaki Nakagami    | Idemitsu Honda Team Asia | Kalex              | 0    | 8       |
| 11 | Sandro Cortese      | Dynavolt Intact GP       | Suter MMX2         | 0    | 12      |
| 10 | Luca Marini         | Forward Racing           | Kalex              | 0    | 18      |
| 89 | Khairul Idham Pawi  | Idemitsu Honda Team Asia | Kalex              | 0    | 22      |

## Moto3

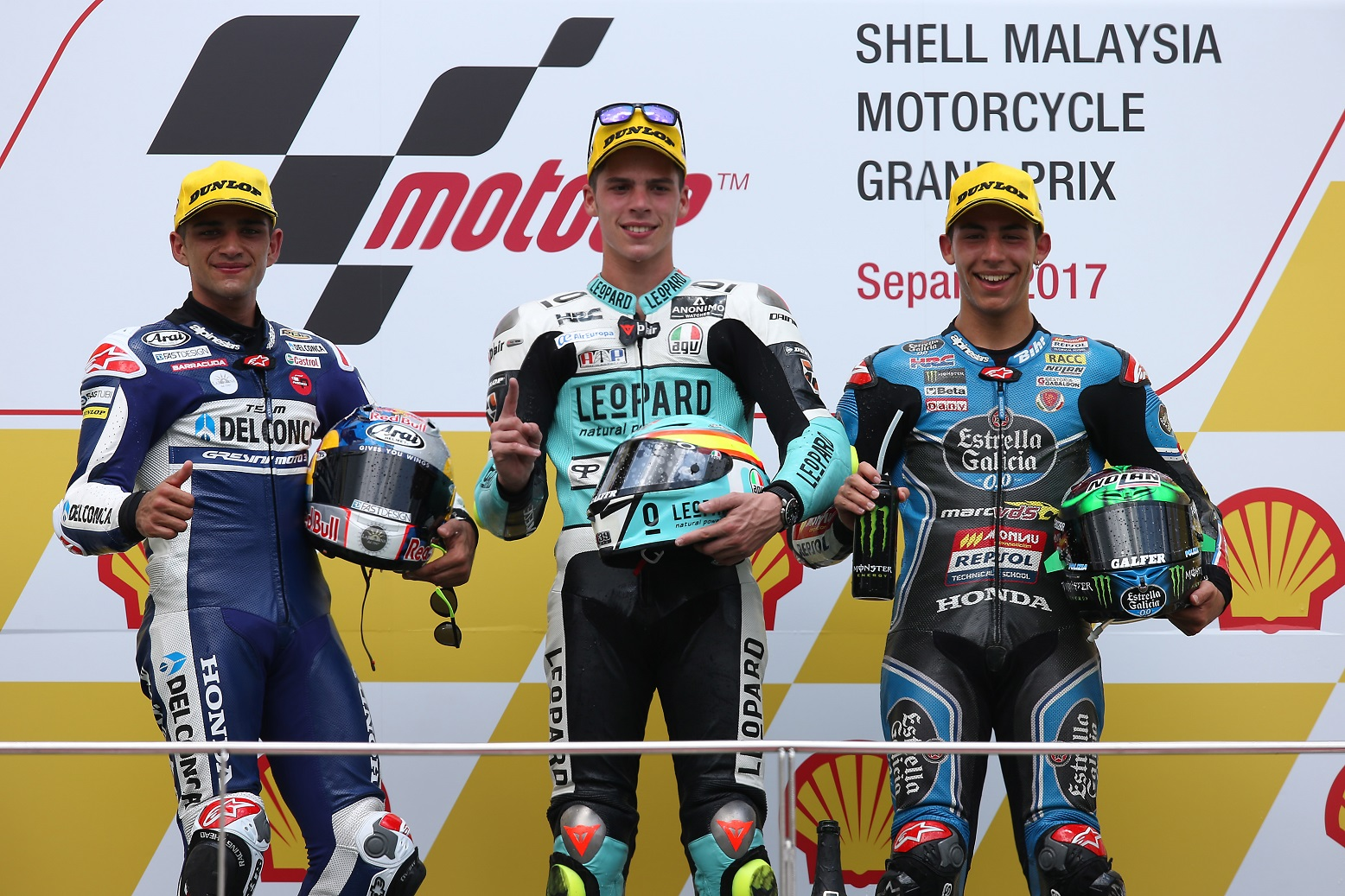
Il podio della classe Moto3, composto da: Martín (secondo), Mir (vincitore) e Bastianini (terzo)

Con il titolo iridato già raggiunto nella gara precedente, lo spagnolo Joan Mir ottiene il decimo successo stagionale.

### Arrivati al traguardo
| Pos. | Nº | Pilota                 | Squadra                    | Motocicletta   | Giri | Tempo     | Griglia | Punti |
| ---- | -- | ---------------------- | -------------------------- | -------------- | ---- | --------- | ------- | ----- |
| 1    | 36 | Joan Mir               | Leopard Racing             | Honda NSF250R  | 18   | 40'14.545 | 1       | 25    |
| 2    | 88 | Jorge Martín           | Del Conca Gresini          | Honda NSF250R  | 18   | +0,724    | 2       | 20    |
| 3    | 33 | Enea Bastianini        | Estrella Galicia 0,0       | Honda NSF250R  | 18   | +0,763    | 8       | 16    |
| 4    | 11 | Livio Loi              | Leopard Racing             | Honda NSF250R  | 18   | +6,868    | 6       | 13    |
| 5    | 17 | John McPhee            | British Talent             | Honda NSF250R  | 18   | +11,051   | 3       | 11    |
| 6    | 16 | Andrea Migno           | SKY Racing Team VR46       | KTM RC 250 GP  | 18   | +11,09    | 19      | 10    |
| 7    | 5  | Romano Fenati          | Marinelli Rivacold Snipers | Honda NSF250R  | 18   | +11,238   | 7       | 9     |
| 8    | 44 | Arón Canet             | Estrella Galicia 0,0       | Honda NSF250R  | 18   | +11,671   | 12      | 8     |
| 9    | 21 | Fabio Di Giannantonio  | Del Conca Gresini          | Honda NSF250R  | 18   | +11,959   | 11      | 7     |
| 10   | 64 | Bo Bendsneyder         | Red Bull KTM Ajo           | KTM RC 250 GP  | 18   | +12,062   | 4       | 6     |
| 11   | 7  | Adam Norrodin          | SIC Racing                 | Honda NSF250R  | 18   | +12,572   | 15      | 5     |
| 12   | 71 | Ayumu Sasaki           | SIC Racing                 | Honda NSF250R  | 18   | +13,581   | 14      | 4     |
| 13   | 58 | Juanfran Guevara       | RBA BOE Racing             | KTM RC 250 GP  | 18   | +14,885   | 18      | 3     |
| 14   | 19 | Gabriel Rodrigo        | RBA BOE Racing             | KTM RC 250 GP  | 18   | +18,736   | 5       | 2     |
| 15   | 96 | Manuel Pagliani        | CIP                        | Mahindra MGP3O | 18   | +21,986   | 20      | 1     |
| 16   | 65 | Philipp Öttl           | Südmetall Schedl GP Racing | KTM RC 250 GP  | 18   | +23,365   | 24      |       |
| 17   | 42 | Marcos Ramírez         | Platinum Bay Real Estate   | KTM RC 250 GP  | 18   | +23,524   | 17      |       |
| 18   | 41 | Nakarin Atiratphuvapat | Honda Team Asia            | Honda NSF250R  | 18   | +25,908   | 27      |       |
| 19   | 12 | Marco Bezzecchi        | CIP                        | Mahindra MGP3O | 18   | +26,173   | 26      |       |
| 20   | 27 | Kaito Toba             | Honda Team Asia            | Honda NSF250R  | 18   | +40,612   | 21      |       |
| 21   | 84 | Jakub Kornfeil         | Peugeot MC Saxoprint       | Peugeot        | 18   | +40,772   | 22      |       |
| 22   | 14 | Tony Arbolino          | SIC58 Squadra Corse        | Honda NSF250R  | 18   | +43,11    | 28      |       |
| 23   | 4  | Patrik Pulkkinen       | Peugeot MC Saxoprint       | Peugeot        | 18   | +1'00.918 | 30      |       |
| 24   | 6  | María Herrera          | Aspar Mahindra             | Mahindra MGP3O | 18   | +1'01.104 | 31      |       |

### Ritirati
| Nº | Pilota                  | Squadra                    | Motocicletta   | Giri | Griglia |
| -- | ----------------------- | -------------------------- | -------------- | ---- | ------- |
| 9  | Kasma Daniel Kasmayudin | Petronas Sprinta Racing    | Honda NSF250R  | 17   | 29      |
| 48 | Lorenzo Dalla Porta     | Aspar Mahindra             | Mahindra MGP3O | 16   | 23      |
| 8  | Nicolò Bulega           | SKY Racing Team VR46       | KTM RC 250 GP  | 15   | 16      |
| 23 | Niccolò Antonelli       | Red Bull KTM Ajo           | KTM RC 250 GP  | 8    | 10      |
| 95 | Jules Danilo            | Marinelli Rivacold Snipers | Honda NSF250R  | 5    | 9       |
| 40 | Darryn Binder           | Platinum Bay Real Estate   | KTM RC 250 GP  | 3    | 25      |
| 24 | Tatsuki Suzuki          | SIC58 Squadra Corse        | Honda NSF250R  | 1    | 13      |